# Nassaustraat (Maarssen)
De Nassaustraat  is een straat in het Nederlandse dorp Maarssen. 
De straat loopt van de Thorbeckelaan tot aan de Kaatsbaan. Aan de Nassaustraat bevinden zich talrijke panden waarvan een aantal met status van rijksmonument. In het verleden stond de Nassaustraat bekend als de Achterdijk. Ze heeft enkele zijstraten zoals de Rembrandtsingel (deze kruist de Nassaustraat) en de Jan Steenstraat. De Diependaalsedijk vormt in westelijke richting de doorgaande weg van de Nassaustraat.

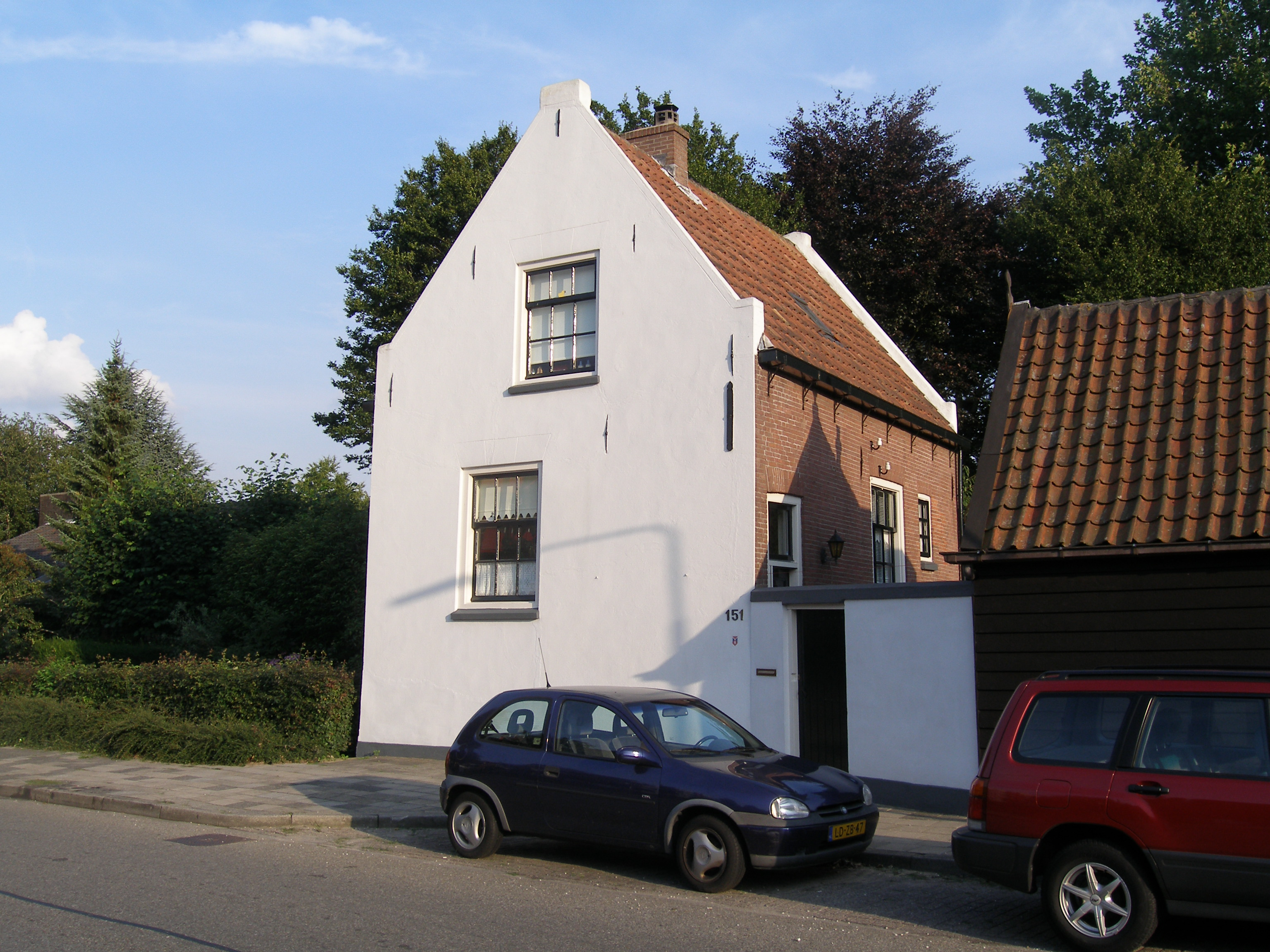
Nassaustraat 151 te Maarssen
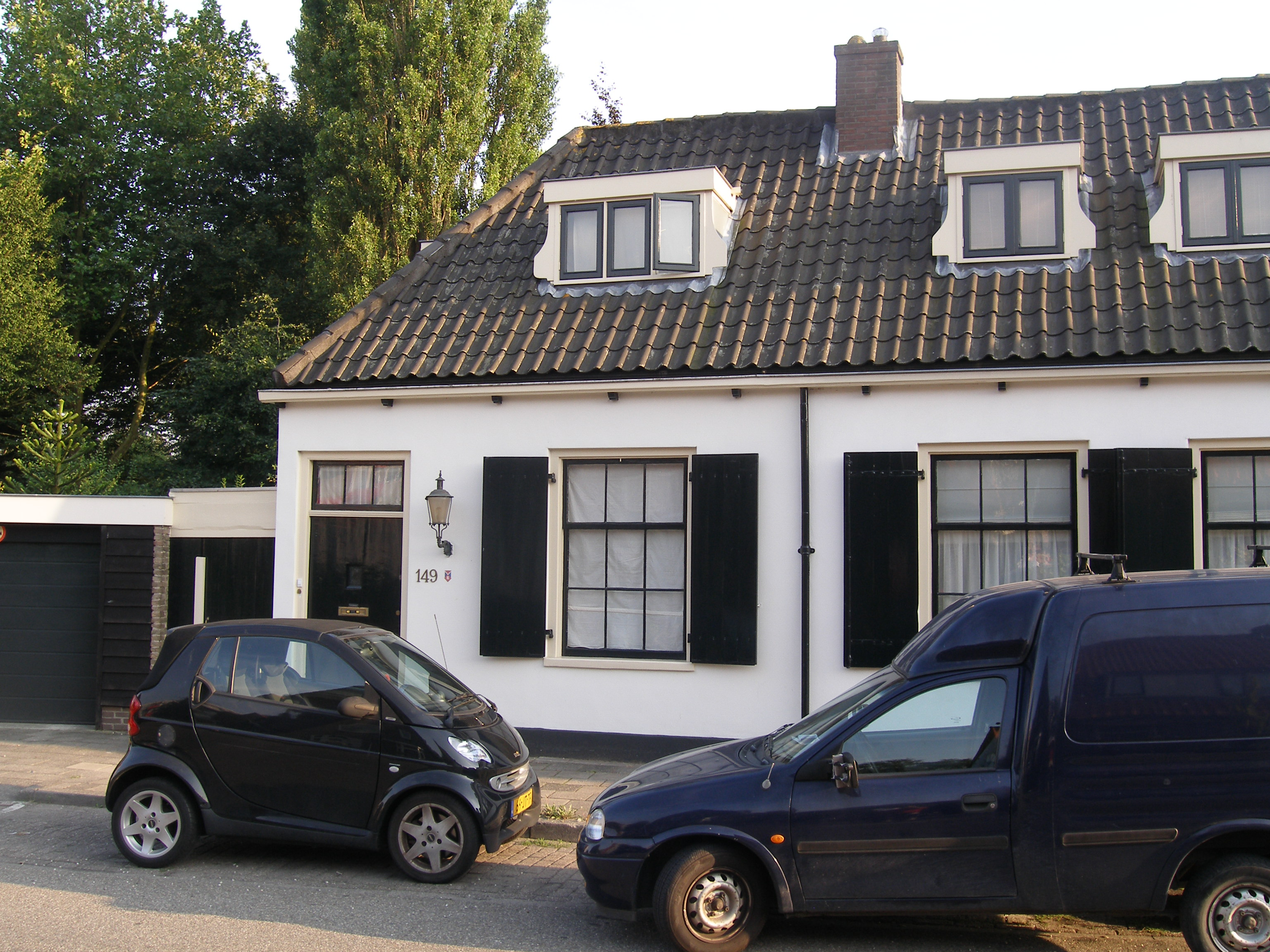
Nassaustraat 149 te Maarssen
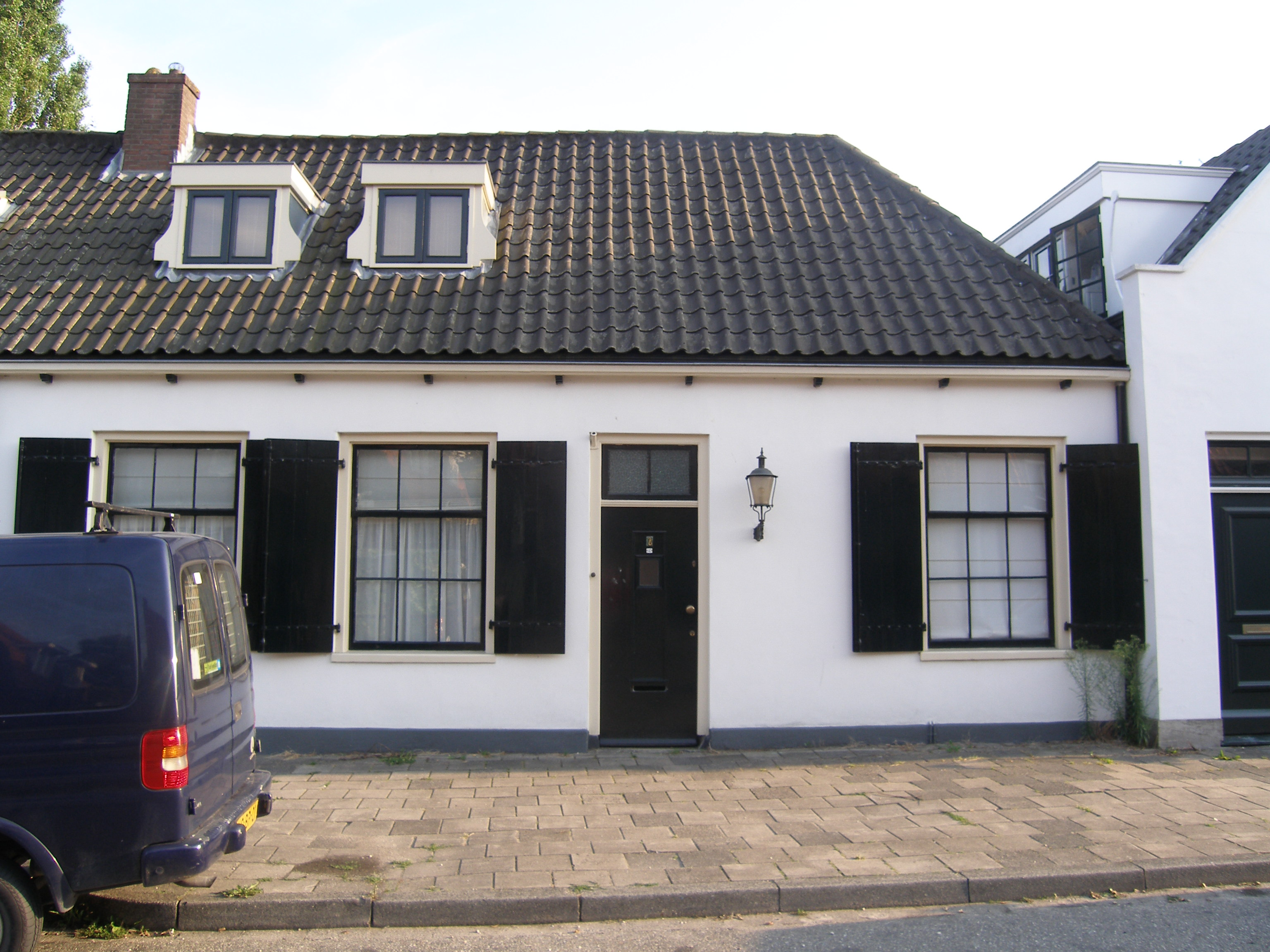
Nassaustraat 147 te Maarssen
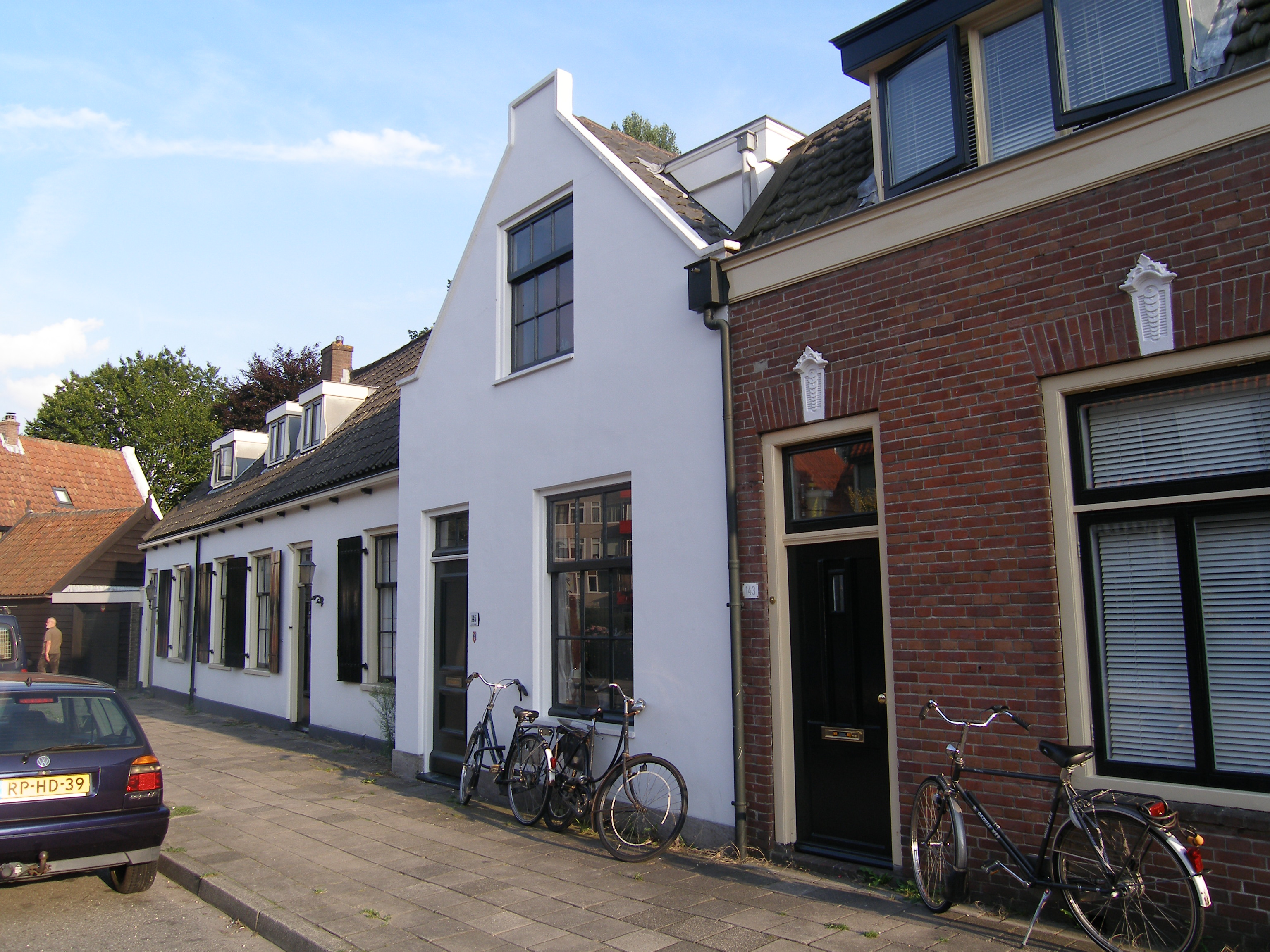
Nassaustraat 145 te Maarssen
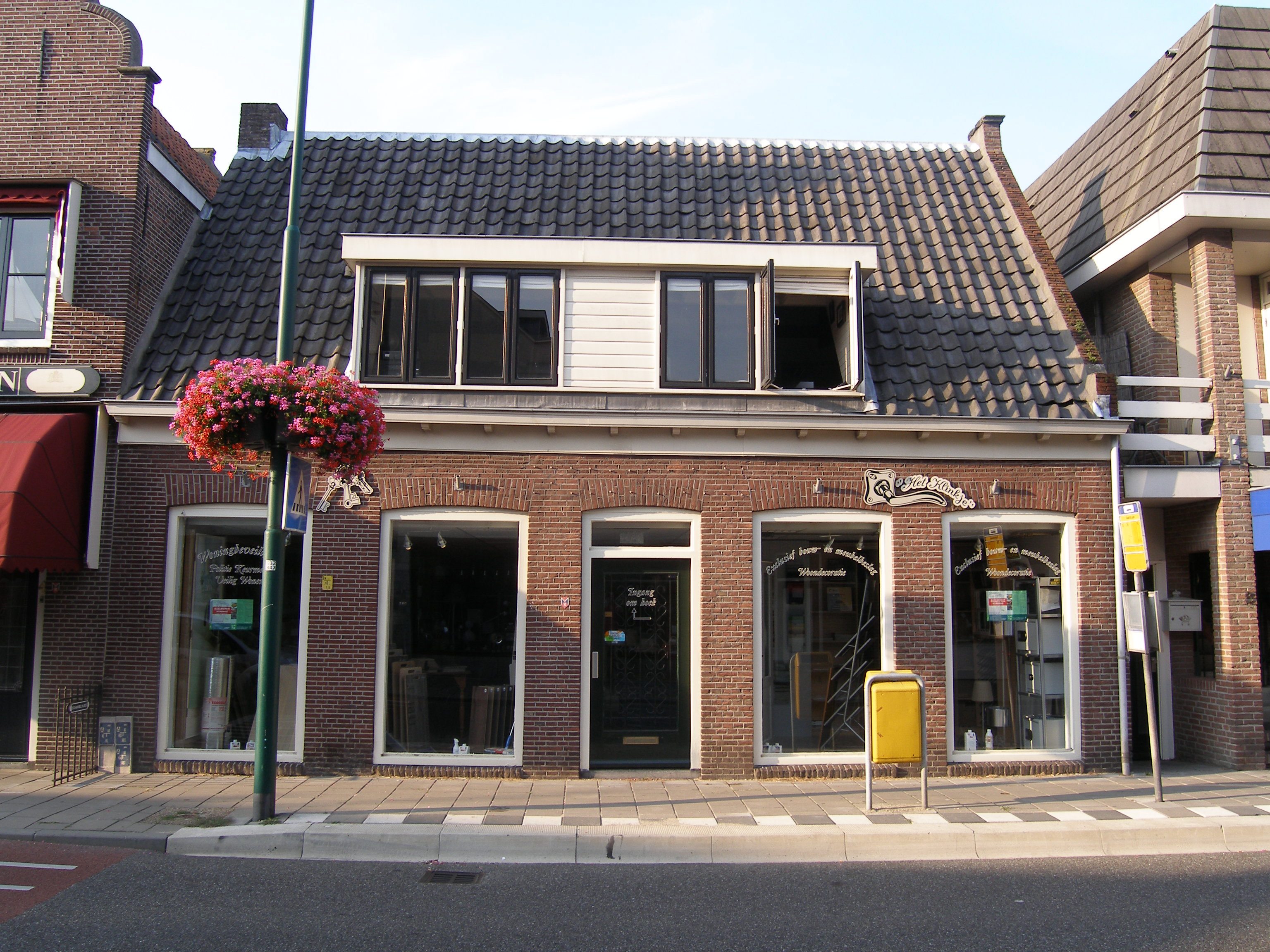
Nassaustraat 6 te Maarssen
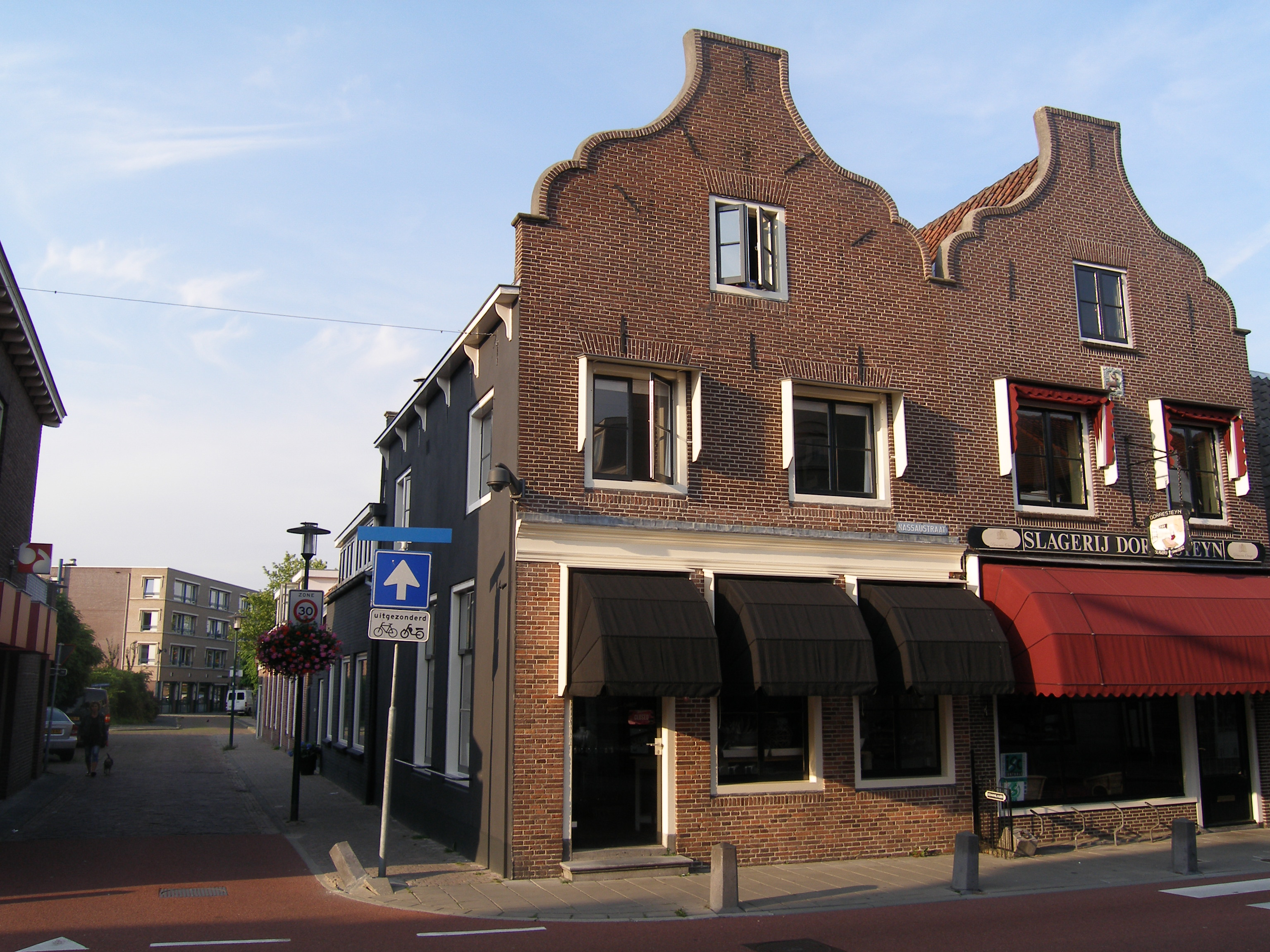
Nassaustraat 2 te Maarssen

Binnenweg ·
Bolensteinsestraat ·
Bolensteinseweg ·
Breedstraat ·
Diependaalsedijk ·
Herengracht ·
Kaatsbaan ·
Kerkweg ·
Langegracht ·
Nassaustraat ·
Parkweg ·
Raadhuisstraat ·
Schippersgracht ·
Wilhelminaweg · 
Zandpad